# Raffaella Carrà
Raffaella Maria Roberta Pelloni, känd som Raffaella Carrà, född 18 juni 1943 i Bologna, död 5 juli 2021 i Rom, var en italiensk sångerska, skådespelerska och TV-programledare.
Carrà hade från 1950-talet roller i italienska filmer och även Hollywoodproduktioner, bland annat Von Ryans express (1965). Hon inledde under 1960-talet en framgångsrik TV-karriär, bland annat med den första egna TV-showen Canzonissima (1970–1972). År 1970 släppte hon sitt första musikalbum, Raffaella. Hennes första stora låtframgång var "Tuca Tuca". En av hennes största internationella framgångar är låten "A far l'amore comincia tu". Nya framgångar som TV-programledare följde under 1980-talet med bland annat Millemilioni, Buonasera Raffaella och Fantastico 3. Carrà har också haft stora framgångar i Spanien som TV-programledare. 
I Eurovision Song Contest 2011 var Carrà kommentator och den som meddelade det italienska röstningsresultatet. Hon hyllades efter sin bortgång av programledarna i Eurovision Song Contest 2022 i en av mellanakterna av den första semifinalen.